# 吉村那奈美
吉村那奈美（1993年1月21日—）是日本的女性聲優，山形縣出身。隸屬於青二製作與奧斯卡傳播。

## 人物
2014年1月26日在奧斯卡傳播與青二製作舉辦的聲優甄選企畫「全日本美聲女比賽」中獲得多媒體獎。2014年4月與第1回全日本美聲女比賽中進入總決賽的其他七人（辻美優、花房枝、高橋美衣、入江麻衣子、金魚和嘉菜、奧谷楓、大槻瞳）一起組成團體Honeyce'Girls，並進行為期三個月的活動。2016年5月被拔擢為《8 beat Story♪》的角色源氏螢配音，同時以聲優團體「8/pLanet!!」一員的身分進行歌唱活動。
曾就讀尚美音樂學院專門學校。

## 演出作品
※粗體字為主要角色。

### 電視動畫
2018年
- 魔法律事務所（良夫）
- 新幹線戰士 THE ANIMATION（月山忍[7]）

2024年
- JOCHUM（ちまた[8]）

### 劇場版動畫
2014年
- 光之美少女 All Stars New Stage3 永遠的朋友（女學生[9]）

2019年
- 劇場版新幹線戰士：來自未來的神速ALFA-X（月山忍）

### 遊戲
2015年
- 我家公主最可愛（笑貓姬 柴郡·弗里基雅）
- 問答RPG 魔法使與黑貓維茲（薇薇）
- 芙蒂希亞戰紀（伊娜菲雅）
- 社團少女熱鬥（速水真彩、道內舞夏）

2016年
- 8 beat Story♪（源氏螢[10]）
- 逆轉奧賽羅尼亞（歐特魯斯[11]）

2017年
- Aerial Legends（明日奈、乙姬[12]、蘿拉、帕拉塞爾蘇斯）

2018年
- 魔物娘☆後宮（塞羅）
- GIGANT SHOCK（蘭）

### 網路節目
- Cafe de SAPPHIRYS（2016年）[13]
- 8 beat story News（2016年－）※每回輪替主持[14]
- 8/pLanet TV～8/pLanet!!出去課外活動（2016年－）
- 小桃草Z GuChokiParty（2017年，Pamupamu）

### 雜誌
- 《光文社》（女性自身 VOL.1－VOL.3）2014年5月13日－2014年6月10日 美容洗髮精Honeyce專欄

## 音樂CD

### 角色歌
| 發售日   | 商品名稱 | 演唱名義 | 歌曲                                  | 備註                          |
| 2016年   | 2016年 | 2016年 | 2016年                                | 2016年                        |
| -------- | --- | --- | ------------------------------------- | ----------------------------- |
| 6月8日   | | 8/pLanet! | 「」                                  | 遊戲《8 beat Story♪》主題曲   |
| 6月8日   | 櫻木日向（社本悠）、水瀨鈴音（吉井彩實）、姬咲杏梨（金魚和嘉菜）、星宮雪菜（和氣杏未）、源氏螢（吉村那奈美） | 「BoyFriend」                                                                                                | 遊戲《8 beat Story♪》相關歌曲         |                               |
| 10月19日 | Halloween☆Night                                                                                              | 8/pLanet! | 遊戲《8 beat Story♪》相關歌曲         | 「Halloween☆Night」           |
| 10月19日 | Halloween☆Night                                                                                              | 櫻木日向（社本悠）、水瀨鈴音（吉井彩實）、姬咲杏梨（金魚和嘉菜）、星宮雪菜（和氣杏未）、源氏螢（吉村那奈美） | 遊戲《8 beat Story♪》相關歌曲         | 「」                          |
| 10月19日 | Halloween☆Night                                                                                              | 櫻木日向（社本悠）、姬咲杏梨（金魚和嘉菜）、星宮雪菜（和氣杏未）、神樂月（吉岡美咲）、源氏螢（吉村那奈美）   | 遊戲《8 beat Story♪》相關歌曲         | 「」                          |
| 11月23日 | BLUE MOON | 8/pLanet! | 遊戲《8 beat Story♪》相關歌曲         | 「BLUE MOON」                 |
| 12月14日 | | 8/pLanet! | 遊戲《8 beat Story♪》相關歌曲         | 「」                          |
| 2017年   | | |                                       |                               |
| 2月14日  | | 櫻木日向（社本悠）、水瀨鈴音（吉井彩實）、姬咲杏梨（金魚和嘉菜）、源氏螢（吉村那奈美）                       | 「」                                  | 遊戲《8 beat Story♪》相關歌曲 |
| 3月15日  | | 源氏螢（吉村那奈美）、芽衣（澤田美晴）                                                                       | 「」                                  | 遊戲《8 beat Story♪》相關歌曲 |
| 4月12日  | DREAMER | 8/pLanet! | 「DREAMER」                           | 遊戲《8 beat Story♪》相關歌曲 |
| 4月12日  | DREAMER | 橘彩芽（青野菜月）、水瀬鈴音（吉井彩實）、源氏螢（吉村那奈美）、芽衣（澤田美晴）                             | 「」                                  | 遊戲《8 beat Story♪》相關歌曲 |
| 6月23日  | History | 水瀨鈴音（吉井彩實）、芽衣（澤田美晴）、櫻木日向（社本悠）、源氏螢（吉村那奈美）、星宮雪菜（和氣杏未）       | 「History」                           | 遊戲《8 beat Story♪》相關歌曲 |
| 7月5日   | | 芽衣（澤田美晴）、星宮雪菜（和氣杏未）、橘彩芽（青野菜月）、姬咲杏梨（金魚和嘉菜）、源氏螢（吉村那奈美）     | 「」                                  | 遊戲《8 beat Story♪》相關歌曲 |
| 8月23日  | 源氏物語 | 源氏螢（吉村那奈美）                                                                                         | 「源氏物語」                          | 遊戲《8 beat Story♪》相關歌曲 |
| 8月30日  | Remember | 源氏螢（吉村那奈美）、芽衣（澤田美晴）、星宮雪菜（和氣杏未）                                                 | 「Remember」                          | 遊戲《8 beat Story♪》相關歌曲 |
| 8月30日  | Rooting for You                                                                                              | 8/pLanet! | 「Rooting for You」 「Lovely Summer」 | 遊戲《8 beat Story♪》相關歌曲 |
| 11月15日 | 1st Best Album『8』                                                                                          | 8/pLanet! | 「」 「BLUE MOON」 「Days」           | 遊戲《8 beat Story♪》相關歌曲 |
| 11月15日 | 1st Best Album『8』                                                                                          | 櫻木日向（社本悠）、水瀨鈴音（吉井彩實）、姬咲杏梨（金魚和嘉菜）、星宮雪菜（和氣杏未）、源氏螢（吉村那奈美） | 「BoyFriend」 「」                    | 遊戲《8 beat Story♪》相關歌曲 |
| 11月15日 | 1st Best Album『8』                                                                                          | 源氏螢（吉村那奈美）、芽衣（澤田美晴）、姫咲杏梨（金魚和嘉菜）、橘彩芽（青野菜月）                           | 「Count It Down」                     | 遊戲《8 beat Story♪》相關歌曲 |
| 11月15日 | 1st Best Album『8』                                                                                          | 源氏螢（吉村那奈美）、星宮雪菜（和氣杏未）、櫻木日向（社本悠）                                               | 「Toi et Moi」                        | 遊戲《8 beat Story♪》相關歌曲 |
| 11月15日 | 1st Best Album『8』                                                                                          | 源氏螢（吉村那奈美）、芽衣（澤田美晴）、星宮雪菜（和氣杏未）                                                 | 「Go Live!!」                         | 遊戲《8 beat Story♪》相關歌曲 |
| 11月15日 | 1st Best Album『8』                                                                                          | 櫻木日向（社本悠）、源氏螢（吉村那奈美）、芽衣（澤田美晴）                                                   | 「」                                  | 遊戲《8 beat Story♪》相關歌曲 |
| 12月29日 | Twinkle Snow                                                                                                 | 8/pLanet! | 「Twinkle Snow」                      | 遊戲《8 beat Story♪》相關歌曲 |
| 2018年   | | |                                       |                               |
| 3月31日  | | 8/pLanet! | 「」                                  | 遊戲《8 beat Story♪》相關歌曲 |
| 4月25日  | Ecstasy | 源氏螢（吉村那奈美）、芽衣（澤田美晴）、星宮雪菜（和氣杏未）                                                 | 「Ecstasy」                           | 遊戲《8 beat Story♪》相關歌曲 |

### 组合成员
1. 1 2 3 4 5 6 7  櫻木日向（社本悠）、水瀨鈴音（吉井彩實）、神樂月（吉岡美咲）、橘彩芽（青野菜月）、姬咲杏梨（金魚和嘉菜）、星宮雪菜（和氣杏未）、源氏螢（吉村那奈美）、芽衣（澤田美晴）

## 外部連結
- 青二製作事務所官方簡歷 （页面存档备份，存于）（日語）
- 奧斯卡傳播事務所官方簡歷（页面存档备份，存于）（日語）
- 吉村那奈美官方BLOG （页面存档备份，存于）（日語）
- 吉村那奈美的X（前Twitter）